# Національний симфонічний оркестр RAI
Національний симфонічний оркестр RAI (також Національний симфонічний оркестр Італійського радіо, іт. Orchestra Sinfonica Nazionale della RAI di Torino) — італійський симфонічний оркестр та радіоансамбль у складі суспільного мовника RAI, що базується в м. Турині, Італія. Його головним концертним майданчиком є Аудиторіум RAI. Усі концерти оркестру транслюються в ефірі RAI Radio3.
У 1931 році EIAR, новостворений суспільний радіомовник Італії, заснував свій перший симфонічний оркестр в Турині. Наступні радіо оркестри були засновані в Римі, Мілані та Неаполі, але в 1994 році всі чотири були об'єднані в один, в Турині і під назвою «Національний симфонічний оркестр RAI».
Оркестр також володіє історичним архівом із фонотекою та матеріалами, що мають стосунок до музики.